# Выстав
Вы́став — деревня в Суховском сельском поселении Кировского района Ленинградской области.

## История
Впервые упоминается в Писцовой книге Водской пятины 1500 года как деревня Выстав в Пречистенском Городенском погосте Ладожского уезда.
Затем деревня Выстав упоминается в Дозорной книге Водской пятины Корельской половины 1612 года.
Деревня Выстав обозначена на карте «Ладожское озеро и Финский залив с прилегающими местами» 1745 года.
Село Выстав упомянуто на карте Санкт-Петербургской губернии 1792 года А. М. Вильбрехта.
На карте Санкт-Петербургской губернии Ф. Ф. Шуберта 1834 года обозначена деревня Выстав, состоящая из 60 крестьянских дворов.

ВЫСТАВ — деревня принадлежит подполковнику Мацкевичу, графине Аракчеевой, коллежской советнице Вихляевой и князю Мещерскому,
 число жителей по ревизии: 247 м. п., 238 ж. п. (1838 год)

На карте профессора С. С. Куторги 1852 года отмечена деревня Выстав из 60 дворов.

ВЫСТАВ — деревня разных владельцев, по почтовому тракту, число дворов — 80, число душ — 231 м. п. (1856 год)

ВЫСТАВ — деревня владельческая при колодцах, число дворов — 92, число жителей: 229 м. п., 215 ж. п.;
 Часовня православная. Волостное правление. Почтовая и обывательская станция. Две мельницы. (1862 год)

В 1864 году временнообязанные крестьяне деревни выкупили свои земельные наделы у И. Ф. Апрелева и стали собственниками земли.
В 1865 году временнообязанные крестьяне выкупили свои земельные наделы у Н. А. Величковской.
В 1866 году были выкуплены земельные наделы у Е. А. Вихляева.
В 1869—1870 годах были выкуплены земельные наделы у Е. Г. Богдановой.
Сборник Центрального статистического комитета описывал деревню так:

ВЫСТАВ — деревня бывшая владельческая, дворов — 96, жителей — 448. Часовня, почтовая станция, школа, 3 лавки. (1885 год)

Согласно материалам по статистике народного хозяйства Новоладожского уезда 1891 года одно имение при селении Выстав площадью 671 десятина принадлежало жене генерал-лейтенанта Н. А. Величковской, второе площадью 662 десятины принадлежало дворянам Ф. П. и Е. П. Нелидовым, третье имение площадью 144 десятины принадлежало мещанке Д. А. Швец, имения были приобретены до 1868 года.
В конце XIX века деревня административно относилась к Гавсарской волости 1-го стана Новоладожского уезда Санкт-Петербургской губернии, в начале XX века — 4-го стана.

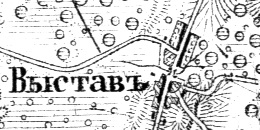
План деревни Выстав. 1915 год

С 1917 по 1923 год деревня Выстав входила в состав Выставского сельсовета Гавсарской волости Новоладожского уезда.
С 1923 года в составе Шумской волости Волховского уезда.
Согласно данным переписи населения СССР 1926 года в деревне Выстав проживали 612 человек — все русские.
С 1927 года в составе Мгинского района.
По данным 1933 года деревня Выстав являлась административным центром Выставского сельсовета Мгинского района, в который входили 4 населённых пункта, деревни: Выстав, Лемасарь, Митала, Сухое, общей численностью населения 1415 человек.
По данным 1936 года в состав Выставского сельсовета входили 4 населённых пункта, 163 хозяйства и 3 колхоза.

План деревни Выстав. 1941 год

Согласно топографической карте РККА 1941 года деревня насчитывала 126 дворов. В центре деревни находилась часовня, на её северной окраине — часовня и школа. В деревне были три ветряных мельницы.
С 1960 года в составе Волховского района.
В 1961 году население деревни Выстав составляло 152 человека.
По данным 1966 и 1973 годов деревня Выстав являлась административным центром Выставского сельсовета Волховского района.
По данным 1990 года деревня Выстав входила в состав Суховского сельсовета Кировского района.
В 1997 году в деревне Выстав Суховской волости проживали 173 человека, в 2002 году — 157 человек (русские — 81 %).
В 2007 году в деревне Выстав Суховского СП — 170.

## География
Деревня расположена в северо-восточной части района на автодороге 41К-119 (Дусьево — Остров), к югу от центра поселения, деревни Сухое.
Расстояние до административного центра поселения — 3 км.
Расстояние до ближайшей железнодорожной станции Войбокало — 16 км.

## Демография
| 1862 | 2007 | 2010 | 2017 |
| ---- | ---- | ---- | ---- |
| 444  | ↘170 | ↘157 | ↘115 |

## Улицы
Участок Веретье, Территория Школьное поле.